# Cambon-lès-Lavaur
Cambon-lès-Lavaur är en kommun i departementet Tarn i regionen Occitanien i södra Frankrike. Kommunen ligger i kantonen Cuq-Toulza som tillhör arrondissementet Castres. År 2022 hade Cambon-lès-Lavaur 355 invånare.

## Befolkningsutveckling
Antalet invånare i kommunen Cambon-lès-Lavaur
| Referens: INSEE |